# Rufis Junior
Rufis Júnior ou Rufis Jr (Araraquara, 30 de agosto de 1989) é um apresentador, jornalista e ator brasileiro.

## Carreira
Iniciou sua carreira estagiando no departamento de criação de jornais e agências de publicidade no interior de São Paulo. O trabalho na televisão veio depois de formar-se como ator, em 2013. Nessa época, Rufis mudou-se para o Rio de Janeiro , a fim de atuar na área artística. Os primeiros trabalhos foram figurações e pequenas participações em comerciais e novelas. No ano seguinte passou a fazer parte de projetos paralelos como o programa de internet "No ato", dedicado a entrevistas realizadas em cochias, de atores consagrados em cartaz, além de atuar no teatro, em musicais infantis adaptados da Disney.

## Programa Up com Rufis Jr / Reality Show
Em 2015, com parceria e direção do empresário Rodrigo Mancini, Rufis Jr fundou sua produtora própria, a Upgrade Produções Audiovisuais. O primeiro produto é o "Programa Up com Rufis Jr", exibido nas noites de sábado da filial paulista da TV Cultura . A fórmula da atração mistura quadros de entrevistas, viagens ao redor do mundo, gastronomia e humor. Além das reportagens filantrópicas, destacam-se entrevistas com algumas personalidades: a cantora Patrícia Marx, a atriz Suzy Rêgo, a humorista Gell Correia, conhecida pelas câmeras escondidas do Silvio Santos, o grupo musical Fat Family e o hair stylist e apresentador do programa Superbonita na GNT, Fernando Torquatto. O programa também trouxe reportagens especiais sobre a biografia de artistas como Ivete Sangalo e Madonna. Essa última foi gravada em Nova York. Madrid, Barcelona, Amsterdã, Milão, Rio de Janeiro, Fortaleza, Buenos Aires, Florianópolis e São Luís do Maranhão são alguns dos lugares onde também houve gravações.

## Mapa da Tesoura/ Reality Show de Cabeleireiros
No dia 30 de abril de 2016 estreia o 'Mapa da Tesoura', o reality show de cabeleireiros onde não havia confinamento. A fórmula da atração é inédita: além dos conflitos que movimentam todos os programas do gênero, a cada episódio três participantes eram escolhidos, através de provas e votações, para sentar na cadeira da “Tesourada”, a berlinda da disputa. Lá, eles tinham 25 minutos para executar um penteado, cujo tema era previamente escolhido pela produção: tranças; rabo de cavalo; noivas e o último e decisivo ‘tema livre’.
Ambientado em um cenário que remete a um salão de beleza, o reality retratou o verdadeiro cotidiano: a convivência com outros profissionais, as críticas que não são bem-vindas, as estratégias de jogo para eliminar os concorrentes, além de uma especialista técnica que fazia o papel da gerente do lugar. Ela também é responsável pela preparação de todas as modelos e pelo parecer técnico de cada penteado.
Os participantes foram previamente escolhidos através de inscrições nos meses de fevereiro/ março e abril deste ano. O programa foi exibido na TV Cultura Paulista e pela internet, movimentando as redes sociais em episódios de votação, eliminação e claro, na escolha do vencedor da disputa.
O projeto, criado pelo empresário Rodrigo Mancini, também é um produto independente da Upgrade Produções Audiovisuais.